# رناتو کاستلانی
رناتو کاستلانی (ایتالیایی: Renato Castellani؛ ‏ ۴ سپتامبر ۱۹۱۳ – ۲۸ دسامبر ۱۹۸۵) کارگردان فیلم و فیلم‌نامه‌نویس اهل ایتالیا بود.

## فیلمشناسی
- زندگی وردی (۱۹۸۲)
- زندگی لئوناردو داوینچی (۱۹۷۱)
- فرشته مقرب (۱۹۶۹)
- ازدواج به سبک ایتالیایی (۱۹۶۴ فیلم‌نامه)
- دریای دیوانه (۱۹۶۳)
- همیشه بهار است (۱۹۵۰)
- آن بالابالاها (۱۹۴۳)
- شام دلقک (۱۹۴۲)

## جوایز
- نخل طلایی جشنواره فیلم کن (۱۹۵۲) بخاطر فیلم «امید دو سنتی»
- شیر طلایی جشنواره فیلم ونیز (۱۹۵۴) بخاطر فیلم «رومئو و ژولیت»